# La cereza del zar
«La cereza del zar» es una canción compuesta por el músico argentino Luis Alberto Spinetta e interpretada por la banda Pescado Rabioso, que integra el álbum doble Pescado 2 de 1973, segundo álbum de la banda, ubicado en la posición nº 19 de la lista de los 100 mejores discos del rock argentino por la revista Rolling Stone.
Para grabar este tema, Pescado Rabioso utilizó una formación especial: Luis Alberto Spinetta y David Lebón en guitarras acústicas y voces. No participan Black Amaya ni Carlos Cutaia.

## La canción
«La cereza del zar» es el décimo sexto track (Disco 2, Lado B, track 16) del álbum doble Pescado 2. Se trata de un tema breve y acústico, con influencias folk, cantada por Spinetta con segunda voz de Lebón. La letra juega con la sonoridad de las palabras y las sílabas («la cereza del zar impulsada por él»). Diego Fischerman ha dicho que:

"La cereza del zar impulsada por él" no parece ser otra cosa, para Spinetta, que el Turquestán de González Tuñón (quisiera ir allí “porque es una bonita palabra”).

El cuadernillo del álbum alude humorísticamente a la relación entre un tema psicodélico y folk, con Rusia, un zar y los niños que lo miran tirar cerezas:

La redondez teórica de los ambientes imaguiadoz no puede tener sino en la Rusia la conmoción mas psicodelica-folklorica. En este caso es la de los niños mirando por la ventana a un zar arrojando la cereza y esta simplicidad jamas podria inquietarle y hechizarle como a ellos.- Pero el zar busca en vano, despues en la nada.
Cuadernillo del álbum